# Simão Luís
Simão Luís foi um administrador colonial português que exerceu o cargo de Capitão no antigo território português subordinado à Índia Portuguesa de Timor-Leste, entre 1662 e 1664 e entre 1665 e 1666, como Capitão-mor, tendo sido sucedido pelo 1.º mandato de António da Hornay.